# School of Everything
School of Everything là một công ty khởi nghiệp Internet được thành lập vào năm 2006 và có trụ sở tại London, Vương quốc Anh. Mục đích của School of Everything là "kết nối những người có thể giảng dạy với những người muốn học".

## Công ty
School of Everything được thành lập bởi Peter Brownell, Andy Gibson, Mary Harrington, Dougald Hine và Paul Miller. Trang web được tài trợ bởi Young Foundation, cùng với những người khác, đã giành được giải thưởng Người xúc tác của Vương quốc Anh cho việc sử dụng công nghệ trong xã hội và Giải thưởng truyền thông mới của New Statesman năm 2008. Năm 2010, School of Everything được Becta chọn và các Bộ phận Kinh doanh, Đổi mới và Kỹ năng bình chọn là nền tảng mới dành cho người lớn học tập không chính thức ở Anh.

## Dịch vụ
Thông qua trang web, người học có thể tìm kiếm giáo viên trong khu vực của họ và tương tự như vậy, giáo viên có thể tìm kiếm người học. Người dùng được đăng ký miễn phí, và trang web là nơi giúp cho những giáo viên tính phí bài học của họ cũng như cho những người cung cấp các bài học miễn phí hoặc như một phần của việc trao đổi kỹ năng.